# Hasliberg
Hasliberg là một đô thị thuộc huyện hành chính Interlaken-Oberhasli, bang Bern, Thụy Sĩ. Đô thị này có diện tích 41,7 km2, dân số thời điểm tháng 12 năm 2009 là 1232 người.